# Volby do Senátu Parlamentu České republiky 2016

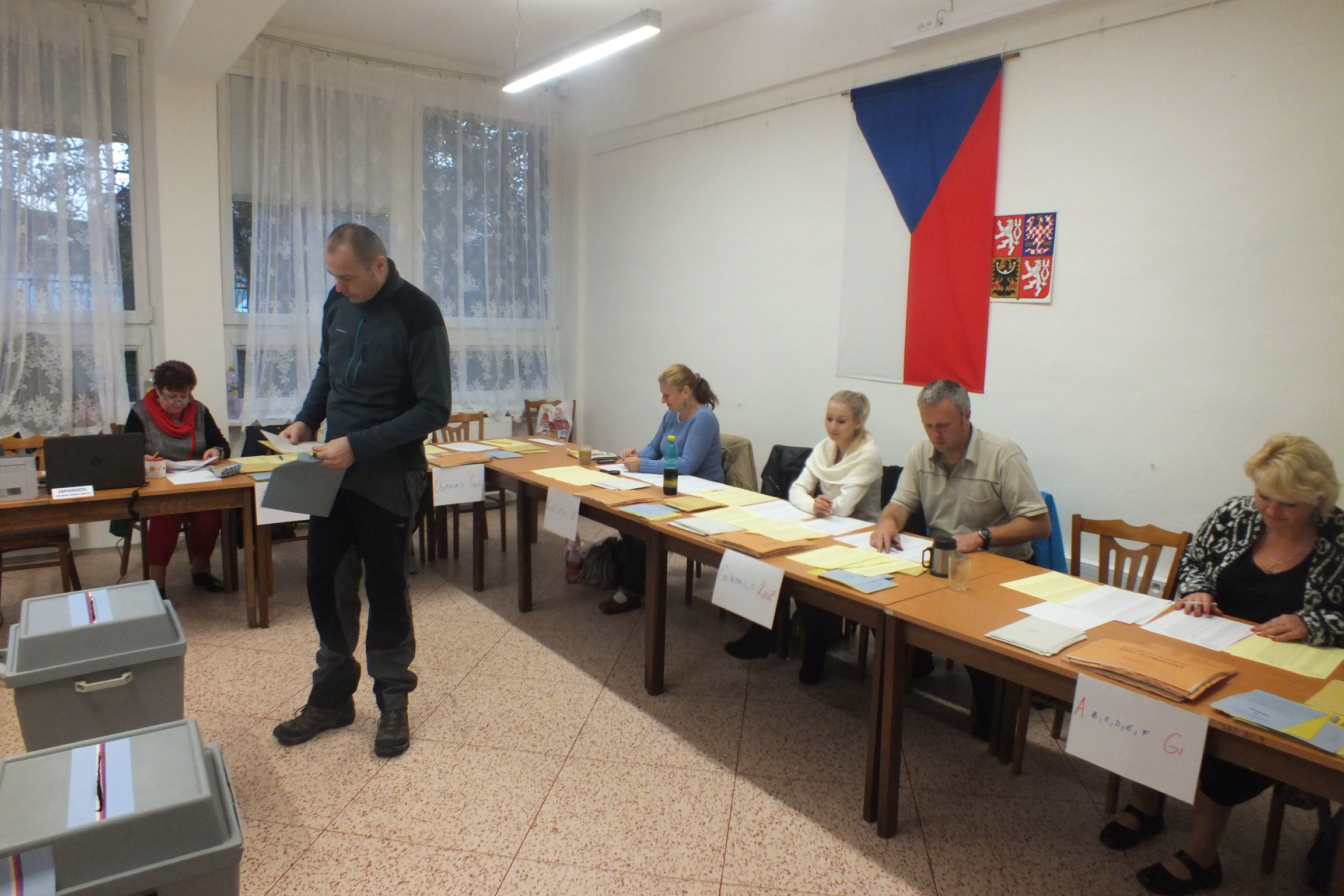
Hlasovací místnost volebního okrsku č. 70 v Olomouci během voleb do Senátu Parlamentu ČR a do zastupitelstev krajů 7. října 2016

Volby do Senátu Parlamentu České republiky 2016 se uskutečnily 7. a 8. října, druhé kolo proběhlo o týden později, tedy 14. a 15. října 2016. Volby probíhaly ve volebních obvodech, které mají podle přílohy volebního zákona přidělené pořadové číslo 1+3n, tedy 1, 4, 7, 10, 13, 16, 19, 22, 25, 28, 31, 34, 37, 40, 43, 46, 49, 52, 55, 58, 61, 64, 67, 70, 73, 76 a 79.
První kolo senátních voleb proběhlo souběžně s volbami do zastupitelstev krajů a v některých městech a obcích též s místními referendy (v Brně s referendem o poloze hlavního nádraží).
Přípravy politických stran na volby začaly už v druhé polovině roku 2015.
Volit do Senátu v každém kole může každý občan České republiky, který aspoň druhý den voleb dovrší 18. rok věku. Senátorem může být zvolen každý občan České republiky, který aspoň druhý den voleb dosáhl věku 40 let.
Žádný z kandidátů nezískal v prvním kole nadpoloviční počet hlasů a nebyl tak zvolen senátorem, proto se ve všech 27 obvodech konalo druhé kolo voleb, do kterého postoupili dva nejúspěšnější kandidáti z prvního kola. Nejblíže k postupu z prvního kola byl Jiří Cieńciała, který v obvodě Frýdek-Místek získal 46,18 % hlasů, a přímé zvolení mu tak uniklo o 1 064 hlasů.
Druhé kolo provázela rekordně nízká volební účast, které činila 15,38 %. Nejmenší byla v obvodě č. 4 - Most, kde dosáhla 10,73 %, nejvyšší v obvodě č. 25 - Praha 6, kde k urnám dorazilo 23,23 % voličů.
Nejmenší počet hlasů potřebných ke zvolení získal v obvodě č. 70 - Ostrava-město Zdeněk Nytra, který byl zvolen 6 058 hlasy.
Na základě rozhodnutí Nejvyššího správního soudu o nelegitimní kandidatuře Aleny Dernerové byly volby v obvodu č. 4 - Most v listopadu 2016 anulovány. Opakované volby v tomto obvodu proběhly v lednu 2017.
| KDU-ČSL a její koaliční partneři · KDU-ČSL a její koaliční partneři · KDU-ČSL a její koaliční partneři · KDU-ČSL a její koaliční partneři · KDU-ČSL a její koaliční partneři · KDU-ČSL a její koaliční partneři · KDU-ČSL a její koaliční partneři | STAN a jejich koaliční partneři · STAN a jejich koaliční partneři · STAN a jejich koaliční partneři | ANO · ANO · ANO | ODS a její koaliční partneři · ODS a její koaliční partneři · ODS a její koaliční partneři | ČSSD · ČSSD | TOP 09 · TOP 09 | nezávislí a ostatní strany · nezávislí a ostatní strany · nezávislí a ostatní strany · nezávislí a ostatní strany · nezávislí a ostatní strany · nezávislí a ostatní strany |

## Seznam volebních obvodů
| Senátní obvod        | Dosavadní senátor   | Politická strana | Politická strana | Obhajoba mandátu | #                                          | Kandidáti v 1. kole                         | Zisk (%)                                |       | Postupující do 2. kola                   | Zisk  |  | Nový senátor       | Politická strana | Politická strana              |
| -------------------- | ------------------- | ---------------- | ---------------- | ---------------- | ------------------------------------------ | ------------------------------------------- | --------------------------------------- | ----- | ---------------------------------------- | ----- |  | ------------------ | ---------------- | ----------------------------- |
| 1 – Karlovy Vary     | Jan Horník          |                  | STAN             | Ano [ 8 ]        | 1                                          | Pavel Čekan (ČSSD)                          | 14,85                                   |       | Jan Horník (STAN)                        | 66,17 |  | Jan Horník         |                  | STAN                          |
| 1 – Karlovy Vary     | Jan Horník          | 2                | STAN             | Ano [ 8 ]        | Věra Bartůňková (KSČM)                     | 9,95                                        |                                         |       | Jan Horník (STAN)                        | 66,17 |  | Jan Horník         |                  | STAN                          |
| 1 – Karlovy Vary     | Jan Horník          | 3                | STAN             | Ano [ 8 ]        | Josef Váňa (ANO)                           | 18,96                                       |                                         |       | Jan Horník (STAN)                        | 66,17 |  | Jan Horník         |                  | STAN                          |
| 1 – Karlovy Vary     | Jan Horník          | 4                | STAN             | Ano [ 8 ]        | Jiří Brdlík (ODS)                          | 13,67                                       |                                         |       | Jan Horník (STAN)                        | 66,17 |  | Jan Horník         |                  | STAN                          |
| 1 – Karlovy Vary     | Jan Horník          | 5                | STAN             | Ano [ 8 ]        | Jan Horník (STAN)                          | 23,46                                       | Josef Váňa (ANO)                        | 33,82 |                                          |       |  | Jan Horník         |                  | STAN                          |
| 1 – Karlovy Vary     | Jan Horník          | 6                | STAN             | Ano [ 8 ]        | Věra Ježková (SZ)                          | 3,10                                        | Josef Váňa (ANO)                        | 33,82 |                                          |       |  | Jan Horník         |                  | STAN                          |
| 1 – Karlovy Vary     | Jan Horník          | 7                | STAN             | Ano [ 8 ]        | Eduard Frisch (SNK 1)                      | 6,12                                        | Josef Váňa (ANO)                        | 33,82 |                                          |       |  | Jan Horník         |                  | STAN                          |
| 1 – Karlovy Vary     | Jan Horník          | 8                | STAN             | Ano [ 8 ]        | Jiří Kotek (ALTERNATIVA)                   | 9,85                                        | Josef Váňa (ANO)                        | 33,82 |                                          |       |  | Jan Horník         |                  | STAN                          |
| 4 – Most             | Alena Dernerová     |                  | S.cz             | Ano [ 9 ]        | 1                                          | Alena Dernerová (S.cz)                      | 36,66                                   |       | Alena Dernerová (S.cz)                   | 70,81 |  | Alena Dernerová    |                  | S.cz                          |
| 4 – Most             | Alena Dernerová     | 2                | S.cz             | Ano [ 9 ]        | Jiří Maria Sieber (ŘN)                     | 5,59                                        |                                         |       | Alena Dernerová (S.cz)                   | 70,81 |  | Alena Dernerová    |                  | S.cz                          |
| 4 – Most             | Alena Dernerová     | 3                | S.cz             | Ano [ 9 ]        | Libuše Hrdinová (ODS)                      | 8,20                                        |                                         |       | Alena Dernerová (S.cz)                   | 70,81 |  | Alena Dernerová    |                  | S.cz                          |
| 4 – Most             | Alena Dernerová     | 4                | S.cz             | Ano [ 9 ]        | Ota Zaremba (DSSS/NF/NÁR.SOC./ČÚNL)        | 6,03                                        |                                         |       | Alena Dernerová (S.cz)                   | 70,81 |  | Alena Dernerová    |                  | S.cz                          |
| 4 – Most             | Alena Dernerová     | 5                | S.cz             | Ano [ 9 ]        | Jiří Šlégr (ČSSD)                          | 16,42                                       | Jiří Šlégr (ČSSD)                       | 29,18 |                                          |       |  | Alena Dernerová    |                  | S.cz                          |
| 4 – Most             | Alena Dernerová     | 6                | S.cz             | Ano [ 9 ]        | Josef Nétek (KSČM)                         | 11,45                                       | Jiří Šlégr (ČSSD)                       | 29,18 |                                          |       |  | Alena Dernerová    |                  | S.cz                          |
| 4 – Most             | Alena Dernerová     | 7                | S.cz             | Ano [ 9 ]        | Jiří Biolek (STAN)                         | 15,61                                       | Jiří Šlégr (ČSSD)                       | 29,18 |                                          |       |  | Alena Dernerová    |                  | S.cz                          |
| 7 – Plzeň-město      | Dagmar Terelmešová  |                  | ČSSD             | Ano [ 10 ]       | 1                                          | Jiří Dort (TOP 09/STAN)                     | 13,32                                   |       | Václav Chaloupek (OPAT)                  | 60,71 |  | Václav Chaloupek   |                  | OPAT                          |
| 7 – Plzeň-město      | Dagmar Terelmešová  | 2                | ČSSD             | Ano [ 10 ]       | Pavel Havlíček (SsČR)                      | 4,57                                        |                                         |       | Václav Chaloupek (OPAT)                  | 60,71 |  | Václav Chaloupek   |                  | OPAT                          |
| 7 – Plzeň-město      | Dagmar Terelmešová  | 3                | ČSSD             | Ano [ 10 ]       | Marcel Hájek (ODS/KDU-ČSL)                 | 16,54                                       |                                         |       | Václav Chaloupek (OPAT)                  | 60,71 |  | Václav Chaloupek   |                  | OPAT                          |
| 7 – Plzeň-město      | Dagmar Terelmešová  | 4                | ČSSD             | Ano [ 10 ]       | Miloslava Rutová (ANO)                     | 16,79                                       |                                         |       | Václav Chaloupek (OPAT)                  | 60,71 |  | Václav Chaloupek   |                  | OPAT                          |
| 7 – Plzeň-město      | Dagmar Terelmešová  | 5                | ČSSD             | Ano [ 10 ]       | Jan Rejfek (KSČM)                          | 9,16                                        | Dagmar Terelmešová (ČSSD)               | 39,28 |                                          |       |  | Václav Chaloupek   |                  | OPAT                          |
| 7 – Plzeň-město      | Dagmar Terelmešová  | 6                | ČSSD             | Ano [ 10 ]       | Dagmar Terelmešová (ČSSD)                  | 17,94                                       | Dagmar Terelmešová (ČSSD)               | 39,28 |                                          |       |  | Václav Chaloupek   |                  | OPAT                          |
| 7 – Plzeň-město      | Dagmar Terelmešová  | 7                | ČSSD             | Ano [ 10 ]       | Martin Koller (Úsvit)                      | 3,24                                        | Dagmar Terelmešová (ČSSD)               | 39,28 |                                          |       |  | Václav Chaloupek   |                  | OPAT                          |
| 7 – Plzeň-město      | Dagmar Terelmešová  | 8                | ČSSD             | Ano [ 10 ]       | Václav Chaloupek (OPAT)                    | 18,41                                       | Dagmar Terelmešová (ČSSD)               | 39,28 |                                          |       |  | Václav Chaloupek   |                  | OPAT                          |
| 10 – Český Krumlov   | Tomáš Jirsa         |                  | ODS              | Ano [ 11 ]       | 1                                          | Jindřich Florián (ČSSD)                     | 23,72                                   |       | Tomáš Jirsa (ODS)                        | 59,74 |  | Tomáš Jirsa        |                  | ODS                           |
| 10 – Český Krumlov   | Tomáš Jirsa         | 2                | ODS              | Ano [ 11 ]       | David Žák (TOP 09/STAN)                    | 9,86                                        |                                         |       | Tomáš Jirsa (ODS)                        | 59,74 |  | Tomáš Jirsa        |                  | ODS                           |
| 10 – Český Krumlov   | Tomáš Jirsa         | 3                | ODS              | Ano [ 11 ]       | Marie Paukejová (Úsvit)                    | 2,73                                        |                                         |       | Tomáš Jirsa (ODS)                        | 59,74 |  | Tomáš Jirsa        |                  | ODS                           |
| 10 – Český Krumlov   | Tomáš Jirsa         | 4                | ODS              | Ano [ 11 ]       | Tomáš Jirsa (ODS)                          | 32,10                                       |                                         |       | Tomáš Jirsa (ODS)                        | 59,74 |  | Tomáš Jirsa        |                  | ODS                           |
| 10 – Český Krumlov   | Tomáš Jirsa         | 5                | ODS              | Ano [ 11 ]       | Jitka Zikmundová (KDU-ČSL)                 | 7,68                                        |                                         |       | Tomáš Jirsa (ODS)                        | 59,74 |  | Tomáš Jirsa        |                  | ODS                           |
| 10 – Český Krumlov   | Tomáš Jirsa         | 6                | ODS              | Ano [ 11 ]       | Tomáš Novák (Piráti)                       | 5,75                                        | Jindřich Florián (ČSSD)                 | 40,25 |                                          |       |  | Tomáš Jirsa        |                  | ODS                           |
| 10 – Český Krumlov   | Tomáš Jirsa         | 7                | ODS              | Ano [ 11 ]       | Miroslav Máče (KSČM)                       | 12,89                                       | Jindřich Florián (ČSSD)                 | 40,25 |                                          |       |  | Tomáš Jirsa        |                  | ODS                           |
| 10 – Český Krumlov   | Tomáš Jirsa         | 8                | ODS              | Ano [ 11 ]       | Pavel Himl (SZ)                            | 3,60                                        | Jindřich Florián (ČSSD)                 | 40,25 |                                          |       |  | Tomáš Jirsa        |                  | ODS                           |
| 10 – Český Krumlov   | Tomáš Jirsa         | 9                | ODS              | Ano [ 11 ]       | Radim Hreha (APAČI 2017)                   | 1,63                                        | Jindřich Florián (ČSSD)                 | 40,25 |                                          |       |  | Tomáš Jirsa        |                  | ODS                           |
| 13 – Tábor           | Pavel Eybert        |                  | ODS              | Ne [ 11 ]        | 1                                          | Jindřich Bláha (ODS)                        | 14,34                                   |       | Jaroslav Větrovský (ANO)                 | 59,83 |  | Jaroslav Větrovský |                  | ANO                           |
| 13 – Tábor           | Pavel Eybert        | 2                | ODS              | Ne [ 11 ]        | Petr Král (Piráti)                         | 3,93                                        |                                         |       | Jaroslav Větrovský (ANO)                 | 59,83 |  | Jaroslav Větrovský |                  | ANO                           |
| 13 – Tábor           | Pavel Eybert        | 3                | ODS              | Ne [ 11 ]        | Jan Mládek (ČSSD)                          | 17,60                                       |                                         |       | Jaroslav Větrovský (ANO)                 | 59,83 |  | Jaroslav Větrovský |                  | ANO                           |
| 13 – Tábor           | Pavel Eybert        | 4                | ODS              | Ne [ 11 ]        | Jaroslav Větrovský (ANO)                   | 17,83                                       |                                         |       | Jaroslav Větrovský (ANO)                 | 59,83 |  | Jaroslav Větrovský |                  | ANO                           |
| 13 – Tábor           | Pavel Eybert        | 5                | ODS              | Ne [ 11 ]        | Jiří Fišer (T2020/STAN)                    | 16,47                                       | Jan Mládek (ČSSD)                       | 40,16 |                                          |       |  | Jaroslav Větrovský |                  | ANO                           |
| 13 – Tábor           | Pavel Eybert        | 6                | ODS              | Ne [ 11 ]        | Martin Konvička (APAČI 2017)               | 8,07                                        | Jan Mládek (ČSSD)                       | 40,16 |                                          |       |  | Jaroslav Větrovský |                  | ANO                           |
| 13 – Tábor           | Pavel Eybert        | 7                | ODS              | Ne [ 11 ]        | Ladislav Šedivý (KSČM)                     | 9,69                                        | Jan Mládek (ČSSD)                       | 40,16 |                                          |       |  | Jaroslav Větrovský |                  | ANO                           |
| 13 – Tábor           | Pavel Eybert        | 8                | ODS              | Ne [ 11 ]        | Pavel Klíma (TOP 09)                       | 12,04                                       | Jan Mládek (ČSSD)                       | 40,16 |                                          |       |  | Jaroslav Větrovský |                  | ANO                           |
| 16 – Beroun          | Jiří Oberfalzer     |                  | ODS              | Ano [ 12 ]       | 1                                          | Petr Hampl (APAČI 2017)                     | 7,11                                    |       | Jiří Oberfalzer (ODS)                    | 63,14 |  | Jiří Oberfalzer    |                  | ODS                           |
| 16 – Beroun          | Jiří Oberfalzer     | 2                | ODS              | Ano [ 12 ]       | Jiří Oberfalzer (ODS)                      | 23,69                                       |                                         |       | Jiří Oberfalzer (ODS)                    | 63,14 |  | Jiří Oberfalzer    |                  | ODS                           |
| 16 – Beroun          | Jiří Oberfalzer     | 3                | ODS              | Ano [ 12 ]       | Jan Holásek (KDU-ČSL/SZ/Nestran.)          | 16,17                                       |                                         |       | Jiří Oberfalzer (ODS)                    | 63,14 |  | Jiří Oberfalzer    |                  | ODS                           |
| 16 – Beroun          | Jiří Oberfalzer     | 4                | ODS              | Ano [ 12 ]       | Bohumil Stibal (ANO)                       | 16,78                                       |                                         |       | Jiří Oberfalzer (ODS)                    | 63,14 |  | Jiří Oberfalzer    |                  | ODS                           |
| 16 – Beroun          | Jiří Oberfalzer     | 5                | ODS              | Ano [ 12 ]       | Jiří Peřina (ČSSD)                         | 12,12                                       | Bohumil Stibal (ANO)                    | 36,85 |                                          |       |  | Jiří Oberfalzer    |                  | ODS                           |
| 16 – Beroun          | Jiří Oberfalzer     | 6                | ODS              | Ano [ 12 ]       | Tomáš Trč (TOP 09/STAN)                    | 14,46                                       | Bohumil Stibal (ANO)                    | 36,85 |                                          |       |  | Jiří Oberfalzer    |                  | ODS                           |
| 16 – Beroun          | Jiří Oberfalzer     | 7                | ODS              | Ano [ 12 ]       | Miroslav Matyáš (KSČM)                     | 7,71                                        | Bohumil Stibal (ANO)                    | 36,85 |                                          |       |  | Jiří Oberfalzer    |                  | ODS                           |
| 16 – Beroun          | Jiří Oberfalzer     | 8                | ODS              | Ano [ 12 ]       | Jiří Hroník (HOZK)                         | 1,91                                        | Bohumil Stibal (ANO)                    | 36,85 |                                          |       |  | Jiří Oberfalzer    |                  | ODS                           |
| 19 – Praha 11        | Milan Pešák         |                  | ODS              | Ne [ 13 ]        | 1                                          | Věra Hollerová (KSČ)                        | 1,96                                    |       | Helena Válková (ANO)                     | 44,10 |  | Ladislav Kos       |                  | HPP 11/KDU-ČSL/SZ/Piráti      |
| 19 – Praha 11        | Milan Pešák         | 2                | ODS              | Ne [ 13 ]        | Helena Válková (ANO)                       | 19,23                                       |                                         |       | Helena Válková (ANO)                     | 44,10 |  | Ladislav Kos       |                  | HPP 11/KDU-ČSL/SZ/Piráti      |
| 19 – Praha 11        | Milan Pešák         | 3                | ODS              | Ne [ 13 ]        | Martin Vacek (HOZK)                        | 0,73                                        |                                         |       | Helena Válková (ANO)                     | 44,10 |  | Ladislav Kos       |                  | HPP 11/KDU-ČSL/SZ/Piráti      |
| 19 – Praha 11        | Milan Pešák         | 4                | ODS              | Ne [ 13 ]        | Petr Hannig (Rozumní)                      | 2,34                                        |                                         |       | Helena Válková (ANO)                     | 44,10 |  | Ladislav Kos       |                  | HPP 11/KDU-ČSL/SZ/Piráti      |
| 19 – Praha 11        | Milan Pešák         | 5                | ODS              | Ne [ 13 ]        | Jan Koukal (SsČR)                          | 2,89                                        |                                         |       | Helena Válková (ANO)                     | 44,10 |  | Ladislav Kos       |                  | HPP 11/KDU-ČSL/SZ/Piráti      |
| 19 – Praha 11        | Milan Pešák         | 6                | ODS              | Ne [ 13 ]        | Miroslava Skovajsová (ČSSD)                | 15,42                                       | Ladislav Kos (HPP 11/KDU-ČSL/SZ/Piráti) | 55,89 |                                          |       |  | Ladislav Kos       |                  | HPP 11/KDU-ČSL/SZ/Piráti      |
| 19 – Praha 11        | Milan Pešák         | 7                | ODS              | Ne [ 13 ]        | Marta Šorfová (ODS)                        | 11,12                                       | Ladislav Kos (HPP 11/KDU-ČSL/SZ/Piráti) | 55,89 |                                          |       |  | Ladislav Kos       |                  | HPP 11/KDU-ČSL/SZ/Piráti      |
| 19 – Praha 11        | Milan Pešák         | 8                | ODS              | Ne [ 13 ]        | Ladislav Kos (HPP 11/KDU-ČSL/SZ/Piráti)    | 16,67                                       | Ladislav Kos (HPP 11/KDU-ČSL/SZ/Piráti) | 55,89 |                                          |       |  | Ladislav Kos       |                  | HPP 11/KDU-ČSL/SZ/Piráti      |
| 19 – Praha 11        | Milan Pešák         | 9                | ODS              | Ne [ 13 ]        | Jakub Lepš (TOP 09/STAN)                   | 14,09                                       | Ladislav Kos (HPP 11/KDU-ČSL/SZ/Piráti) | 55,89 |                                          |       |  | Ladislav Kos       |                  | HPP 11/KDU-ČSL/SZ/Piráti      |
| 19 – Praha 11        | Milan Pešák         | 10               | ODS              | Ne [ 13 ]        | Jana Čunátová (KSČM)                       | 3,34                                        | Ladislav Kos (HPP 11/KDU-ČSL/SZ/Piráti) | 55,89 |                                          |       |  | Ladislav Kos       |                  | HPP 11/KDU-ČSL/SZ/Piráti      |
| 19 – Praha 11        | Milan Pešák         | 11               | ODS              | Ne [ 13 ]        | Věra Příhodová (SPD)                       | 4,22                                        | Ladislav Kos (HPP 11/KDU-ČSL/SZ/Piráti) | 55,89 |                                          |       |  | Ladislav Kos       |                  | HPP 11/KDU-ČSL/SZ/Piráti      |
| 19 – Praha 11        | Milan Pešák         | 12               | ODS              | Ne [ 13 ]        | Petr Sýkora (JM-ND)                        | 5,53                                        | Ladislav Kos (HPP 11/KDU-ČSL/SZ/Piráti) | 55,89 |                                          |       |  | Ladislav Kos       |                  | HPP 11/KDU-ČSL/SZ/Piráti      |
| 19 – Praha 11        | Milan Pešák         | 13               | ODS              | Ne [ 13 ]        | Vlastimil Vilímec (HPP)                    | 2,38                                        | Ladislav Kos (HPP 11/KDU-ČSL/SZ/Piráti) | 55,89 |                                          |       |  | Ladislav Kos       |                  | HPP 11/KDU-ČSL/SZ/Piráti      |
| 22 – Praha 10        | Ivana Cabrochová    |                  | SZ               | Ano [ 14 ]       | 1                                          | Renata Chmelová (KDU-ČSL/Piráti/DPD/LES)    | 22,80                                   |       | Renata Chmelová (KDU-ČSL/Piráti/DPD/LES) | 57,45 |  | Renata Chmelová    |                  | KDU-ČSL/Piráti/DPD/LES        |
| 22 – Praha 10        | Ivana Cabrochová    | 2                | SZ               | Ano [ 14 ]       | Eva Kislingerová (ANO)                     | 15,12                                       |                                         |       | Renata Chmelová (KDU-ČSL/Piráti/DPD/LES) | 57,45 |  | Renata Chmelová    |                  | KDU-ČSL/Piráti/DPD/LES        |
| 22 – Praha 10        | Ivana Cabrochová    | 3                | SZ               | Ano [ 14 ]       | Irena Bartoňová Pálková (ODS)              | 9,28                                        |                                         |       | Renata Chmelová (KDU-ČSL/Piráti/DPD/LES) | 57,45 |  | Renata Chmelová    |                  | KDU-ČSL/Piráti/DPD/LES        |
| 22 – Praha 10        | Ivana Cabrochová    | 4                | SZ               | Ano [ 14 ]       | Zdeněk Schwarz (HPP)                       | 9,86                                        |                                         |       | Renata Chmelová (KDU-ČSL/Piráti/DPD/LES) | 57,45 |  | Renata Chmelová    |                  | KDU-ČSL/Piráti/DPD/LES        |
| 22 – Praha 10        | Ivana Cabrochová    | 5                | SZ               | Ano [ 14 ]       | Ivana Cabrnochová (ČSSD/SZ)                | 12,69                                       |                                         |       | Renata Chmelová (KDU-ČSL/Piráti/DPD/LES) | 57,45 |  | Renata Chmelová    |                  | KDU-ČSL/Piráti/DPD/LES        |
| 22 – Praha 10        | Ivana Cabrochová    | 6                | SZ               | Ano [ 14 ]       | Antonín Slováček (SsČR)                    | 0,86                                        | Jiří Holubář (TOP 09/STAN)              | 42,54 |                                          |       |  | Renata Chmelová    |                  | KDU-ČSL/Piráti/DPD/LES        |
| 22 – Praha 10        | Ivana Cabrochová    | 7                | SZ               | Ano [ 14 ]       | Josef Hörl (ČSNS 2005)                     | 0,55                                        | Jiří Holubář (TOP 09/STAN)              | 42,54 |                                          |       |  | Renata Chmelová    |                  | KDU-ČSL/Piráti/DPD/LES        |
| 22 – Praha 10        | Ivana Cabrochová    | 8                | SZ               | Ano [ 14 ]       | Jiří Holubář (TOP 09/STAN)                 | 19,80                                       | Jiří Holubář (TOP 09/STAN)              | 42,54 |                                          |       |  | Renata Chmelová    |                  | KDU-ČSL/Piráti/DPD/LES        |
| 22 – Praha 10        | Ivana Cabrochová    | 9                | SZ               | Ano [ 14 ]       | Ludmila Nedělkova (KSČM)                   | 6,36                                        | Jiří Holubář (TOP 09/STAN)              | 42,54 |                                          |       |  | Renata Chmelová    |                  | KDU-ČSL/Piráti/DPD/LES        |
| 22 – Praha 10        | Ivana Cabrochová    | 10               | SZ               | Ano [ 14 ]       | Miroslav Koranda (Patrioti ČR)             | 2,64                                        | Jiří Holubář (TOP 09/STAN)              | 42,54 |                                          |       |  | Renata Chmelová    |                  | KDU-ČSL/Piráti/DPD/LES        |
| 25 – Praha 6         | Petr Bratský        |                  | ODS              | Ne [ 15 ]        | 1                                          | Jaroslav Dvořák (SPO)                       | 3,03                                    |       | Jiří Růžička (TOP 09/STAN)               | 72,06 |  | Jiří Růžička       |                  | TOP 09/STAN                   |
| 25 – Praha 6         | Petr Bratský        | 2                | ODS              | Ne [ 15 ]        | Daniel Solis (SPR-RSČ Miroslava Sládka)    | 1,11                                        |                                         |       | Jiří Růžička (TOP 09/STAN)               | 72,06 |  | Jiří Růžička       |                  | TOP 09/STAN                   |
| 25 – Praha 6         | Petr Bratský        | 3                | ODS              | Ne [ 15 ]        | Pavel Franěk (KSČM)                        | 5,98                                        |                                         |       | Jiří Růžička (TOP 09/STAN)               | 72,06 |  | Jiří Růžička       |                  | TOP 09/STAN                   |
| 25 – Praha 6         | Petr Bratský        | 4                | ODS              | Ne [ 15 ]        | Jiří Růžička (TOP 09/STAN)                 | 42,31                                       |                                         |       | Jiří Růžička (TOP 09/STAN)               | 72,06 |  | Jiří Růžička       |                  | TOP 09/STAN                   |
| 25 – Praha 6         | Petr Bratský        | 5                | ODS              | Ne [ 15 ]        | Aleš Hušák (NEZ)                           | 0,94                                        |                                         |       | Jiří Růžička (TOP 09/STAN)               | 72,06 |  | Jiří Růžička       |                  | TOP 09/STAN                   |
| 25 – Praha 6         | Petr Bratský        | 6                | ODS              | Ne [ 15 ]        | František Stárek (ODS)                     | 13,71                                       | Václav Bělohradský (ČSSD/SZ)            | 27,93 |                                          |       |  | Jiří Růžička       |                  | TOP 09/STAN                   |
| 25 – Praha 6         | Petr Bratský        | 7                | ODS              | Ne [ 15 ]        | Vlastimil Harapes (ANO)                    | 13,30                                       | Václav Bělohradský (ČSSD/SZ)            | 27,93 |                                          |       |  | Jiří Růžička       |                  | TOP 09/STAN                   |
| 25 – Praha 6         | Petr Bratský        | 8                | ODS              | Ne [ 15 ]        | Václav Bělohradský (ČSSD/SZ)               | 16,72                                       | Václav Bělohradský (ČSSD/SZ)            | 27,93 |                                          |       |  | Jiří Růžička       |                  | TOP 09/STAN                   |
| 25 – Praha 6         | Petr Bratský        | 9                | ODS              | Ne [ 15 ]        | Bedřich Danda (SsČR)                       | 1,18                                        | Václav Bělohradský (ČSSD/SZ)            | 27,93 |                                          |       |  | Jiří Růžička       |                  | TOP 09/STAN                   |
| 25 – Praha 6         | Petr Bratský        | 10               | ODS              | Ne [ 15 ]        | Martin Šalek (ŘN)                          | 1,67                                        | Václav Bělohradský (ČSSD/SZ)            | 27,93 |                                          |       |  | Jiří Růžička       |                  | TOP 09/STAN                   |
| 28 – Mělník          | Veronika Vrecionová |                  | ODS              | Ano [ 12 ]       | 1                                          | Jiří Kobza (SPD)                            | 6,39                                    |       | Petr Holeček (STAN)                      | 63,64 |  | Petr Holeček       |                  | STAN                          |
| 28 – Mělník          | Veronika Vrecionová | 2                | ODS              | Ano [ 12 ]       | Petr Holeček (STAN)                        | 23,26                                       |                                         |       | Petr Holeček (STAN)                      | 63,64 |  | Petr Holeček       |                  | STAN                          |
| 28 – Mělník          | Veronika Vrecionová | 3                | ODS              | Ano [ 12 ]       | Veronika Vrecionová (ODS)                  | 21,33                                       |                                         |       | Petr Holeček (STAN)                      | 63,64 |  | Petr Holeček       |                  | STAN                          |
| 28 – Mělník          | Veronika Vrecionová | 4                | ODS              | Ano [ 12 ]       | Pavel Matějka (SPR-RSČ Miroslava Sládka)   | 0,42                                        |                                         |       | Petr Holeček (STAN)                      | 63,64 |  | Petr Holeček       |                  | STAN                          |
| 28 – Mělník          | Veronika Vrecionová | 5                | ODS              | Ano [ 12 ]       | Stanislav Huml (ČSSD)                      | 12,30                                       |                                         |       | Petr Holeček (STAN)                      | 63,64 |  | Petr Holeček       |                  | STAN                          |
| 28 – Mělník          | Veronika Vrecionová | 6                | ODS              | Ano [ 12 ]       | Martin Mach (SZ)                           | 6,95                                        |                                         |       | Petr Holeček (STAN)                      | 63,64 |  | Petr Holeček       |                  | STAN                          |
| 28 – Mělník          | Veronika Vrecionová | 7                | ODS              | Ano [ 12 ]       | Svatopluk Černý (DSSS)                     | 1,03                                        |                                         |       | Petr Holeček (STAN)                      | 63,64 |  | Petr Holeček       |                  | STAN                          |
| 28 – Mělník          | Veronika Vrecionová | 8                | ODS              | Ano [ 12 ]       | Igor Karen (ANO)                           | 17,80                                       | Veronika Vrecionová (ODS)               | 36,35 |                                          |       |  | Petr Holeček       |                  | STAN                          |
| 28 – Mělník          | Veronika Vrecionová | 9                | ODS              | Ano [ 12 ]       | Zdeněk Štefek (KSČM)                       | 7,18                                        | Veronika Vrecionová (ODS)               | 36,35 |                                          |       |  | Petr Holeček       |                  | STAN                          |
| 28 – Mělník          | Veronika Vrecionová | 10               | ODS              | Ano [ 12 ]       | Petr Zavadil (Svobodní)                    | 3,29                                        | Veronika Vrecionová (ODS)               | 36,35 |                                          |       |  | Petr Holeček       |                  | STAN                          |
| 31 – Ústí nad Labem  | Jaroslav Doubrava   |                  | S.cz             | Ano [ 16 ]       | 1                                          | Tomáš Vandas (DSSS/NF/NÁR.SOC./ČÚNL)        | 6,94                                    |       | Jaroslav Doubrava (S.cz)                 | 57,89 |  | Jaroslav Doubrava  |                  | S.cz                          |
| 31 – Ústí nad Labem  | Jaroslav Doubrava   | 2                | S.cz             | Ano [ 16 ]       | Petr Kůstka (NK)                           | 5,39                                        |                                         |       | Jaroslav Doubrava (S.cz)                 | 57,89 |  | Jaroslav Doubrava  |                  | S.cz                          |
| 31 – Ústí nad Labem  | Jaroslav Doubrava   | 3                | S.cz             | Ano [ 16 ]       | Jiří Madar (UFO)                           | 6,93                                        |                                         |       | Jaroslav Doubrava (S.cz)                 | 57,89 |  | Jaroslav Doubrava  |                  | S.cz                          |
| 31 – Ústí nad Labem  | Jaroslav Doubrava   | 4                | S.cz             | Ano [ 16 ]       | František Holešovský (ANO)                 | 15,33                                       |                                         |       | Jaroslav Doubrava (S.cz)                 | 57,89 |  | Jaroslav Doubrava  |                  | S.cz                          |
| 31 – Ústí nad Labem  | Jaroslav Doubrava   | 5                | S.cz             | Ano [ 16 ]       | Jaroslav Doubrava (S.cz)                   | 23,94                                       |                                         |       | Jaroslav Doubrava (S.cz)                 | 57,89 |  | Jaroslav Doubrava  |                  | S.cz                          |
| 31 – Ústí nad Labem  | Jaroslav Doubrava   | 6                | S.cz             | Ano [ 16 ]       | Martin Hausenblas (JsmePRO!/SZ/Piráti)     | 12,14                                       | František Holešovský (ANO)              | 42,10 |                                          |       |  | Jaroslav Doubrava  |                  | S.cz                          |
| 31 – Ústí nad Labem  | Jaroslav Doubrava   | 7                | S.cz             | Ano [ 16 ]       | Stanislav Körner (KSČM)                    | 6,77                                        | František Holešovský (ANO)              | 42,10 |                                          |       |  | Jaroslav Doubrava  |                  | S.cz                          |
| 31 – Ústí nad Labem  | Jaroslav Doubrava   | 8                | S.cz             | Ano [ 16 ]       | Jan Tvrdík (ODS)                           | 7,80                                        | František Holešovský (ANO)              | 42,10 |                                          |       |  | Jaroslav Doubrava  |                  | S.cz                          |
| 31 – Ústí nad Labem  | Jaroslav Doubrava   | 9                | S.cz             | Ano [ 16 ]       | Ilona Tajchnerová (TOP 09)                 | 5,92                                        | František Holešovský (ANO)              | 42,10 |                                          |       |  | Jaroslav Doubrava  |                  | S.cz                          |
| 31 – Ústí nad Labem  | Jaroslav Doubrava   | 10               | S.cz             | Ano [ 16 ]       | Vítězslav Štefl (ČSSD)                     | 8,78                                        | František Holešovský (ANO)              | 42,10 |                                          |       |  | Jaroslav Doubrava  |                  | S.cz                          |
| 34 – Liberec         | Přemysl Sobotka     |                  | ODS              | Ne [ 17 ]        | 1                                          | Jaroslav Havelka (KSČM)                     | 5,55                                    |       | Michael Canov (SLK/STAN)                 | 80,18 |  | Michael Canov      |                  | SLK/STAN                      |
| 34 – Liberec         | Přemysl Sobotka     | 2                | ODS              | Ne [ 17 ]        | Marek Vávra (ANO)                          | 15,38                                       |                                         |       | Michael Canov (SLK/STAN)                 | 80,18 |  | Michael Canov      |                  | SLK/STAN                      |
| 34 – Liberec         | Přemysl Sobotka     | 3                | ODS              | Ne [ 17 ]        | Martina Bufková Rychecká (ODS)             | 4,38                                        |                                         |       | Michael Canov (SLK/STAN)                 | 80,18 |  | Michael Canov      |                  | SLK/STAN                      |
| 34 – Liberec         | Přemysl Sobotka     | 4                | ODS              | Ne [ 17 ]        | Lidie Vajnerová (NBPLK)                    | 4,85                                        |                                         |       | Michael Canov (SLK/STAN)                 | 80,18 |  | Michael Canov      |                  | SLK/STAN                      |
| 34 – Liberec         | Přemysl Sobotka     | 5                | ODS              | Ne [ 17 ]        | Petr Černý (NOS)                           | 1,33                                        |                                         |       | Michael Canov (SLK/STAN)                 | 80,18 |  | Michael Canov      |                  | SLK/STAN                      |
| 34 – Liberec         | Přemysl Sobotka     | 6                | ODS              | Ne [ 17 ]        | Peter Hromádka (TOP 09)                    | 6,46                                        | Marek Vávra (ANO)                       | 19,81 |                                          |       |  | Michael Canov      |                  | SLK/STAN                      |
| 34 – Liberec         | Přemysl Sobotka     | 7                | ODS              | Ne [ 17 ]        | Jan Korytář (Změna)                        | 10,94                                       | Marek Vávra (ANO)                       | 19,81 |                                          |       |  | Michael Canov      |                  | SLK/STAN                      |
| 34 – Liberec         | Přemysl Sobotka     | 8                | ODS              | Ne [ 17 ]        | Pavel Ploc (ČSSD)                          | 5,77                                        | Marek Vávra (ANO)                       | 19,81 |                                          |       |  | Michael Canov      |                  | SLK/STAN                      |
| 34 – Liberec         | Přemysl Sobotka     | 9                | ODS              | Ne [ 17 ]        | Michael Canov (SLK/STAN)                   | 45,30                                       | Marek Vávra (ANO)                       | 19,81 |                                          |       |  | Michael Canov      |                  | SLK/STAN                      |
| 37 – Jičín           | Josef Táborský      |                  | ČSSD             | Ano [ 18 ]       | 1                                          | Jan Malý (ANO)                              | 25,11                                   |       | Tomáš Czernin (TOP 09/STAN)              | 59,13 |  | Tomáš Czernin      |                  | TOP 09/STAN                   |
| 37 – Jičín           | Josef Táborský      | 2                | ČSSD             | Ano [ 18 ]       | Věra Beranová (KSČM)                       | 11,49                                       |                                         |       | Tomáš Czernin (TOP 09/STAN)              | 59,13 |  | Tomáš Czernin      |                  | TOP 09/STAN                   |
| 37 – Jičín           | Josef Táborský      | 3                | ČSSD             | Ano [ 18 ]       | Josef Táborský (ČSSD)                      | 14,18                                       |                                         |       | Tomáš Czernin (TOP 09/STAN)              | 59,13 |  | Tomáš Czernin      |                  | TOP 09/STAN                   |
| 37 – Jičín           | Josef Táborský      | 4                | ČSSD             | Ano [ 18 ]       | Jiří Fiala (Rozumní)                       | 7,25                                        |                                         |       | Tomáš Czernin (TOP 09/STAN)              | 59,13 |  | Tomáš Czernin      |                  | TOP 09/STAN                   |
| 37 – Jičín           | Josef Táborský      | 5                | ČSSD             | Ano [ 18 ]       | Ivan Doležal (ODS)                         | 10,25                                       | Jan Malý (ANO)                          | 40,86 |                                          |       |  | Tomáš Czernin      |                  | TOP 09/STAN                   |
| 37 – Jičín           | Josef Táborský      | 6                | ČSSD             | Ano [ 18 ]       | Vladimír Dryml (Úsvit)                     | 3,18                                        | Jan Malý (ANO)                          | 40,86 |                                          |       |  | Tomáš Czernin      |                  | TOP 09/STAN                   |
| 37 – Jičín           | Josef Táborský      | 7                | ČSSD             | Ano [ 18 ]       | Tomáš Czernin (TOP 09/STAN)                | 28,51                                       | Jan Malý (ANO)                          | 40,86 |                                          |       |  | Tomáš Czernin      |                  | TOP 09/STAN                   |
| 40 – Kutná Hora      | Jaromír Strnad      |                  | ČSSD             | Ano [ 19 ]       | 1                                          | Jaromír Strnad (ČSSD)                       | 29,64                                   |       | Jaromír Strnad (ČSSD)                    | 54,79 |  | Jaromír Strnad     |                  | ČSSD                          |
| 40 – Kutná Hora      | Jaromír Strnad      | 2                | ČSSD             | Ano [ 19 ]       | Lenka Bochníčková (KSČM)                   | 14,07                                       |                                         |       | Jaromír Strnad (ČSSD)                    | 54,79 |  | Jaromír Strnad     |                  | ČSSD                          |
| 40 – Kutná Hora      | Jaromír Strnad      | 3                | ČSSD             | Ano [ 19 ]       | Milan Vodička (Svobodní/ODS/SsČR)          | 10,55                                       |                                         |       | Jaromír Strnad (ČSSD)                    | 54,79 |  | Jaromír Strnad     |                  | ČSSD                          |
| 40 – Kutná Hora      | Jaromír Strnad      | 4                | ČSSD             | Ano [ 19 ]       | Ivo Šanc (STAN)                            | 25,00                                       |                                         |       | Jaromír Strnad (ČSSD)                    | 54,79 |  | Jaromír Strnad     |                  | ČSSD                          |
| 40 – Kutná Hora      | Jaromír Strnad      | 5                | ČSSD             | Ano [ 19 ]       | Julius Špičák (ANO)                        | 17,54                                       | Ivo Šanc (STAN)                         | 45,20 |                                          |       |  | Jaromír Strnad     |                  | ČSSD                          |
| 40 – Kutná Hora      | Jaromír Strnad      | 6                | ČSSD             | Ano [ 19 ]       | Radim Špaček (KČ)                          | 3,17                                        | Ivo Šanc (STAN)                         | 45,20 |                                          |       |  | Jaromír Strnad     |                  | ČSSD                          |
| 43 – Pardubice       | Miluše Horská       |                  | NK               | Ano [ 18 ]       | 1                                          | Petr Novotný (SsČR)                         | 3,28                                    |       | Miluše Horská (Nestran./KDU-ČSL)         | 70,29 |  | Miluše Horská      |                  | Nestran./KDU-ČSL              |
| 43 – Pardubice       | Miluše Horská       | 2                | NK               | Ano [ 18 ]       | Karel Daňhel (Úsvit)                       | 2,67                                        |                                         |       | Miluše Horská (Nestran./KDU-ČSL)         | 70,29 |  | Miluše Horská      |                  | Nestran./KDU-ČSL              |
| 43 – Pardubice       | Miluše Horská       | 3                | NK               | Ano [ 18 ]       | Miluše Horská (Nestran./KDU-ČSL)           | 27,28                                       |                                         |       | Miluše Horská (Nestran./KDU-ČSL)         | 70,29 |  | Miluše Horská      |                  | Nestran./KDU-ČSL              |
| 43 – Pardubice       | Miluše Horská       | 4                | NK               | Ano [ 18 ]       | Vladimír Ninger (ČSSD)                     | 13,41                                       |                                         |       | Miluše Horská (Nestran./KDU-ČSL)         | 70,29 |  | Miluše Horská      |                  | Nestran./KDU-ČSL              |
| 43 – Pardubice       | Miluše Horská       | 5                | NK               | Ano [ 18 ]       | Jiří Čáslavka (TOP 09/STAN)                | 8,76                                        |                                         |       | Miluše Horská (Nestran./KDU-ČSL)         | 70,29 |  | Miluše Horská      |                  | Nestran./KDU-ČSL              |
| 43 – Pardubice       | Miluše Horská       | 6                | NK               | Ano [ 18 ]       | Pavel Studnička (KSČM)                     | 9,30                                        |                                         |       | Miluše Horská (Nestran./KDU-ČSL)         | 70,29 |  | Miluše Horská      |                  | Nestran./KDU-ČSL              |
| 43 – Pardubice       | Miluše Horská       | 7                | NK               | Ano [ 18 ]       | Emanuel Žďárský (NSK)                      | 5,34                                        | Jaroslav Menšík (ANO)                   | 29,70 |                                          |       |  | Miluše Horská      |                  | Nestran./KDU-ČSL              |
| 43 – Pardubice       | Miluše Horská       | 8                | NK               | Ano [ 18 ]       | Jaroslav Menšík (ANO)                      | 15,57                                       | Jaroslav Menšík (ANO)                   | 29,70 |                                          |       |  | Miluše Horská      |                  | Nestran./KDU-ČSL              |
| 43 – Pardubice       | Miluše Horská       | 9                | NK               | Ano [ 18 ]       | Petr Štěpánek (APAČI 2017)                 | 3,82                                        | Jaroslav Menšík (ANO)                   | 29,70 |                                          |       |  | Miluše Horská      |                  | Nestran./KDU-ČSL              |
| 43 – Pardubice       | Miluše Horská       | 10               | NK               | Ano [ 18 ]       | David Novák (ODS)                          | 10,53                                       | Jaroslav Menšík (ANO)                   | 29,70 |                                          |       |  | Miluše Horská      |                  | Nestran./KDU-ČSL              |
| 46 – Ústí nad Orlicí | Petr Šilar          |                  | KDU-ČSL          | Ano [ 20 ]       | 1                                          | Antonín Vyšohlíd (KSČM)                     | 8,09                                    |       | Petr Šilar (KDU-ČSL)                     | 63,92 |  | Petr Šilar         |                  | KDU-ČSL                       |
| 46 – Ústí nad Orlicí | Petr Šilar          | 2                | KDU-ČSL          | Ano [ 20 ]       | Petr Šilar (KDU-ČSL)                       | 33,61                                       |                                         |       | Petr Šilar (KDU-ČSL)                     | 63,92 |  | Petr Šilar         |                  | KDU-ČSL                       |
| 46 – Ústí nad Orlicí | Petr Šilar          | 3                | KDU-ČSL          | Ano [ 20 ]       | Jan Lipavský (ANO)                         | 18,61                                       |                                         |       | Petr Šilar (KDU-ČSL)                     | 63,92 |  | Petr Šilar         |                  | KDU-ČSL                       |
| 46 – Ústí nad Orlicí | Petr Šilar          | 4                | KDU-ČSL          | Ano [ 20 ]       | Soňa Hlavová (SPO)                         | 7,60                                        |                                         |       | Petr Šilar (KDU-ČSL)                     | 63,92 |  | Petr Šilar         |                  | KDU-ČSL                       |
| 46 – Ústí nad Orlicí | Petr Šilar          | 5                | KDU-ČSL          | Ano [ 20 ]       | Dalibor Zelený (ČSSD)                      | 11,54                                       | Jan Lipavský (ANO)                      | 36,07 |                                          |       |  | Petr Šilar         |                  | KDU-ČSL                       |
| 46 – Ústí nad Orlicí | Petr Šilar          | 6                | KDU-ČSL          | Ano [ 20 ]       | Martin Strnad (Úsvit)                      | 3,16                                        | Jan Lipavský (ANO)                      | 36,07 |                                          |       |  | Petr Šilar         |                  | KDU-ČSL                       |
| 46 – Ústí nad Orlicí | Petr Šilar          | 7                | KDU-ČSL          | Ano [ 20 ]       | Jaroslav Zedník (TOP 09)                   | 17,35                                       | Jan Lipavský (ANO)                      | 36,07 |                                          |       |  | Petr Šilar         |                  | KDU-ČSL                       |
| 49 – Blansko         | Jozef Regec         |                  | SsČR             | Ano [ 21 ]       | 1                                          | Ivo Polák (ČSSD)                            | 14,73                                   |       | Jaromíra Vítková (KDU-ČSL)               | 61,06 |  | Jaromíra Vítková   |                  | KDU-ČSL                       |
| 49 – Blansko         | Jozef Regec         | 2                | SsČR             | Ano [ 21 ]       | Robert Štěpánek (Úsvit)                    | 2,80                                        |                                         |       | Jaromíra Vítková (KDU-ČSL)               | 61,06 |  | Jaromíra Vítková   |                  | KDU-ČSL                       |
| 49 – Blansko         | Jozef Regec         | 3                | SsČR             | Ano [ 21 ]       | Jiří Šoltys (NáS)                          | 0,98                                        |                                         |       | Jaromíra Vítková (KDU-ČSL)               | 61,06 |  | Jaromíra Vítková   |                  | KDU-ČSL                       |
| 49 – Blansko         | Jozef Regec         | 4                | SsČR             | Ano [ 21 ]       | Jiří Míšenský (ANO)                        | 11,03                                       |                                         |       | Jaromíra Vítková (KDU-ČSL)               | 61,06 |  | Jaromíra Vítková   |                  | KDU-ČSL                       |
| 49 – Blansko         | Jozef Regec         | 5                | SsČR             | Ano [ 21 ]       | Jan Machač (ODS)                           | 15,48                                       |                                         |       | Jaromíra Vítková (KDU-ČSL)               | 61,06 |  | Jaromíra Vítková   |                  | KDU-ČSL                       |
| 49 – Blansko         | Jozef Regec         | 6                | SsČR             | Ano [ 21 ]       | Jozef Regec (SsČR)                         | 12,84                                       | Jan Machač (ODS)                        | 38,93 |                                          |       |  | Jaromíra Vítková   |                  | KDU-ČSL                       |
| 49 – Blansko         | Jozef Regec         | 7                | SsČR             | Ano [ 21 ]       | Mária Koudelová (KSČM)                     | 9,75                                        | Jan Machač (ODS)                        | 38,93 |                                          |       |  | Jaromíra Vítková   |                  | KDU-ČSL                       |
| 49 – Blansko         | Jozef Regec         | 8                | SsČR             | Ano [ 21 ]       | Jaromíra Vítková (KDU-ČSL)                 | 18,73                                       | Jan Machač (ODS)                        | 38,93 |                                          |       |  | Jaromíra Vítková   |                  | KDU-ČSL                       |
| 49 – Blansko         | Jozef Regec         | 9                | SsČR             | Ano [ 21 ]       | Drago Sukalovský (STAN)                    | 13,61                                       | Jan Machač (ODS)                        | 38,93 |                                          |       |  | Jaromíra Vítková   |                  | KDU-ČSL                       |
| 52 – Jihlava         | Miloš Vystrčil      |                  | ODS              | Ano [ 22 ]       | 1                                          | Michal Stehlík (KDU-ČSL)                    | 16,20                                   |       | Miloš Vystrčil (ODS/STO/SNK-ED/SsČR)     | 53,37 |  | Miloš Vystrčil     |                  | ODS/STO/SNK-ED/SsČR           |
| 52 – Jihlava         | Miloš Vystrčil      | 2                | ODS              | Ano [ 22 ]       | Miloš Vystrčil (ODS/STO/SNK-ED/SsČR)       | 25,71                                       |                                         |       | Miloš Vystrčil (ODS/STO/SNK-ED/SsČR)     | 53,37 |  | Miloš Vystrčil     |                  | ODS/STO/SNK-ED/SsČR           |
| 52 – Jihlava         | Miloš Vystrčil      | 3                | ODS              | Ano [ 22 ]       | Rudolf Chloupek (ČSSD)                     | 10,55                                       |                                         |       | Miloš Vystrčil (ODS/STO/SNK-ED/SsČR)     | 53,37 |  | Miloš Vystrčil     |                  | ODS/STO/SNK-ED/SsČR           |
| 52 – Jihlava         | Miloš Vystrčil      | 4                | ODS              | Ano [ 22 ]       | Milan Kolář (TOP 09/SZ)                    | 9,14                                        |                                         |       | Miloš Vystrčil (ODS/STO/SNK-ED/SsČR)     | 53,37 |  | Miloš Vystrčil     |                  | ODS/STO/SNK-ED/SsČR           |
| 52 – Jihlava         | Miloš Vystrčil      | 5                | ODS              | Ano [ 22 ]       | Petr Paul (SPD)                            | 7,21                                        |                                         |       | Miloš Vystrčil (ODS/STO/SNK-ED/SsČR)     | 53,37 |  | Miloš Vystrčil     |                  | ODS/STO/SNK-ED/SsČR           |
| 52 – Jihlava         | Miloš Vystrčil      | 6                | ODS              | Ano [ 22 ]       | Zdeněk Kučírek (Moravané)                  | 0,96                                        | Michal Stehlík (KDU-ČSL)                | 46,62 |                                          |       |  | Miloš Vystrčil     |                  | ODS/STO/SNK-ED/SsČR           |
| 52 – Jihlava         | Miloš Vystrčil      | 7                | ODS              | Ano [ 22 ]       | Jiří Nápravník (KČ)                        | 1,83                                        | Michal Stehlík (KDU-ČSL)                | 46,62 |                                          |       |  | Miloš Vystrčil     |                  | ODS/STO/SNK-ED/SsČR           |
| 52 – Jihlava         | Miloš Vystrčil      | 8                | ODS              | Ano [ 22 ]       | Zdeněk Faltus (ANO)                        | 15,34                                       | Michal Stehlík (KDU-ČSL)                | 46,62 |                                          |       |  | Miloš Vystrčil     |                  | ODS/STO/SNK-ED/SsČR           |
| 52 – Jihlava         | Miloš Vystrčil      | 9                | ODS              | Ano [ 22 ]       | Helena Vrzalová (KSČM)                     | 13,02                                       | Michal Stehlík (KDU-ČSL)                | 46,62 |                                          |       |  | Miloš Vystrčil     |                  | ODS/STO/SNK-ED/SsČR           |
| 55 – Brno-město      | Jan Žaloudík        |                  | ČSSD             | Ano [ 23 ]       | 1                                          | Michal Burian (STAN)                        | 17,26                                   |       | Pavel Staněk (ANO)                       | 47,36 |  | Jan Žaloudík       |                  | ČSSD                          |
| 55 – Brno-město      | Jan Žaloudík        | 2                | ČSSD             | Ano [ 23 ]       | Jiří Brančík (SaS)                         | 3,44                                        |                                         |       | Pavel Staněk (ANO)                       | 47,36 |  | Jan Žaloudík       |                  | ČSSD                          |
| 55 – Brno-město      | Jan Žaloudík        | 3                | ČSSD             | Ano [ 23 ]       | Ivo Minařík (Úsvit)                        | 3,42                                        |                                         |       | Pavel Staněk (ANO)                       | 47,36 |  | Jan Žaloudík       |                  | ČSSD                          |
| 55 – Brno-město      | Jan Žaloudík        | 4                | ČSSD             | Ano [ 23 ]       | Jan Žaloudík (ČSSD)                        | 18,62                                       |                                         |       | Pavel Staněk (ANO)                       | 47,36 |  | Jan Žaloudík       |                  | ČSSD                          |
| 55 – Brno-město      | Jan Žaloudík        | 5                | ČSSD             | Ano [ 23 ]       | Pavel Staněk (ANO)                         | 19,65                                       | Jan Žaloudík (ČSSD)                     | 52,63 |                                          |       |  | Jan Žaloudík       |                  | ČSSD                          |
| 55 – Brno-město      | Jan Žaloudík        | 6                | ČSSD             | Ano [ 23 ]       | Jiří Ventruba (ODS)                        | 17,67                                       | Jan Žaloudík (ČSSD)                     | 52,63 |                                          |       |  | Jan Žaloudík       |                  | ČSSD                          |
| 55 – Brno-město      | Jan Žaloudík        | 7                | ČSSD             | Ano [ 23 ]       | Bohuslav Klíma (Moravané)                  | 7,15                                        | Jan Žaloudík (ČSSD)                     | 52,63 |                                          |       |  | Jan Žaloudík       |                  | ČSSD                          |
| 55 – Brno-město      | Jan Žaloudík        | 8                | ČSSD             | Ano [ 23 ]       | Radoslav Skála (KSČM)                      | 12,74                                       | Jan Žaloudík (ČSSD)                     | 52,63 |                                          |       |  | Jan Žaloudík       |                  | ČSSD                          |
| 58 – Brno-město      | Stanislav Juránek   |                  | KDU-ČSL          | Ano [ 23 ]       | 1                                          | Stanislav Juránek (KDU-ČSL)                 | 21,99                                   |       | Jiří Dušek (ANO)                         | 51,94 |  | Jiří Dušek         |                  | ANO                           |
| 58 – Brno-město      | Stanislav Juránek   | 2                | KDU-ČSL          | Ano [ 23 ]       | Jiří Pernes (ODS/Moravané)                 | 9,63                                        |                                         |       | Jiří Dušek (ANO)                         | 51,94 |  | Jiří Dušek         |                  | ANO                           |
| 58 – Brno-město      | Stanislav Juránek   | 3                | KDU-ČSL          | Ano [ 23 ]       | Jiří Dušek (ANO)                           | 28,16                                       |                                         |       | Jiří Dušek (ANO)                         | 51,94 |  | Jiří Dušek         |                  | ANO                           |
| 58 – Brno-město      | Stanislav Juránek   | 4                | KDU-ČSL          | Ano [ 23 ]       | Lucie Zajícová (ND)                        | 1,49                                        | Stanislav Juránek (KDU-ČSL)             | 48,05 |                                          |       |  | Jiří Dušek         |                  | ANO                           |
| 58 – Brno-město      | Stanislav Juránek   | 5                | KDU-ČSL          | Ano [ 23 ]       | Luděk Moudrý (Úsvit)                       | 2,86                                        | Stanislav Juránek (KDU-ČSL)             | 48,05 |                                          |       |  | Jiří Dušek         |                  | ANO                           |
| 58 – Brno-město      | Stanislav Juránek   | 6                | KDU-ČSL          | Ano [ 23 ]       | Jiří Čejka (ČSSD)                          | 14,13                                       | Stanislav Juránek (KDU-ČSL)             | 48,05 |                                          |       |  | Jiří Dušek         |                  | ANO                           |
| 58 – Brno-město      | Stanislav Juránek   | 7                | KDU-ČSL          | Ano [ 23 ]       | Barbora Antonová (TOP 09/SZ/ŽTB)           | 12,82                                       | Stanislav Juránek (KDU-ČSL)             | 48,05 |                                          |       |  | Jiří Dušek         |                  | ANO                           |
| 58 – Brno-město      | Stanislav Juránek   | 8                | KDU-ČSL          | Ano [ 23 ]       | Oldřich Duchoň (KSČM)                      | 7,56                                        | Stanislav Juránek (KDU-ČSL)             | 48,05 |                                          |       |  | Jiří Dušek         |                  | ANO                           |
| 58 – Brno-město      | Stanislav Juránek   | 9                | KDU-ČSL          | Ano [ 23 ]       | Lubomír Žalud (KČ)                         | 1,33                                        | Stanislav Juránek (KDU-ČSL)             | 48,05 |                                          |       |  | Jiří Dušek         |                  | ANO                           |
| 61 – Olomouc         | Martin Tesařík      |                  | ČSSD             | Ano [ 24 ]       | 1                                          | Pavel Andrš (KČ)                            | 1,50                                    |       | Milan Brázdil (ANO)                      | 47,55 |  | Lumír Kantor       |                  | KDU-ČSL                       |
| 61 – Olomouc         | Martin Tesařík      | 2                | ČSSD             | Ano [ 24 ]       | Václav Šimek (ND)                          | 0,91                                        |                                         |       | Milan Brázdil (ANO)                      | 47,55 |  | Lumír Kantor       |                  | KDU-ČSL                       |
| 61 – Olomouc         | Martin Tesařík      | 3                | ČSSD             | Ano [ 24 ]       | Lumír Kantor (KDU-ČSL)                     | 27,62                                       |                                         |       | Milan Brázdil (ANO)                      | 47,55 |  | Lumír Kantor       |                  | KDU-ČSL                       |
| 61 – Olomouc         | Martin Tesařík      | 4                | ČSSD             | Ano [ 24 ]       | Ivo Barteček (SsČR)                        | 5,37                                        |                                         |       | Milan Brázdil (ANO)                      | 47,55 |  | Lumír Kantor       |                  | KDU-ČSL                       |
| 61 – Olomouc         | Martin Tesařík      | 5                | ČSSD             | Ano [ 24 ]       | Jaroslav Morávek (ODS)                     | 6,78                                        |                                         |       | Milan Brázdil (ANO)                      | 47,55 |  | Lumír Kantor       |                  | KDU-ČSL                       |
| 61 – Olomouc         | Martin Tesařík      | 6                | ČSSD             | Ano [ 24 ]       | Martin Tesařík (ČSSD)                      | 14,02                                       |                                         |       | Milan Brázdil (ANO)                      | 47,55 |  | Lumír Kantor       |                  | KDU-ČSL                       |
| 61 – Olomouc         | Martin Tesařík      | 7                | ČSSD             | Ano [ 24 ]       | Zdenka Szukalská (KSČM)                    | 8,13                                        | Lumír Kantor (KDU-ČSL)                  | 52,44 |                                          |       |  | Lumír Kantor       |                  | KDU-ČSL                       |
| 61 – Olomouc         | Martin Tesařík      | 8                | ČSSD             | Ano [ 24 ]       | Eva Hrindová (APAČI 2017)                  | 2,45                                        | Lumír Kantor (KDU-ČSL)                  | 52,44 |                                          |       |  | Lumír Kantor       |                  | KDU-ČSL                       |
| 61 – Olomouc         | Martin Tesařík      | 9                | ČSSD             | Ano [ 24 ]       | Milan Brázdil (ANO)                        | 33,18                                       | Lumír Kantor (KDU-ČSL)                  | 52,44 |                                          |       |  | Lumír Kantor       |                  | KDU-ČSL                       |
| 64 – Bruntál         | Jaroslav Palas      |                  | SPO              | Ne [ 25 ]        | 1                                          | Ladislav Václavec (ANO)                     | 24,88                                   |       | Ladislav Václavec (ANO)                  | 53,40 |  | Ladislav Václavec  |                  | ANO                           |
| 64 – Bruntál         | Jaroslav Palas      | 2                | SPO              | Ne [ 25 ]        | Rudolf Skandera (Úsvit)                    | 2,77                                        |                                         |       | Ladislav Václavec (ANO)                  | 53,40 |  | Ladislav Václavec  |                  | ANO                           |
| 64 – Bruntál         | Jaroslav Palas      | 3                | SPO              | Ne [ 25 ]        | Salome Sýkorová (SNK-ED/SZ)                | 7,96                                        |                                         |       | Ladislav Václavec (ANO)                  | 53,40 |  | Ladislav Václavec  |                  | ANO                           |
| 64 – Bruntál         | Jaroslav Palas      | 4                | SPO              | Ne [ 25 ]        | Bronislav Sedláček (STAN)                  | 7,74                                        |                                         |       | Ladislav Václavec (ANO)                  | 53,40 |  | Ladislav Václavec  |                  | ANO                           |
| 64 – Bruntál         | Jaroslav Palas      | 5                | SPO              | Ne [ 25 ]        | Jiří Žák (ODS/SsČR)                        | 6,95                                        |                                         |       | Ladislav Václavec (ANO)                  | 53,40 |  | Ladislav Václavec  |                  | ANO                           |
| 64 – Bruntál         | Jaroslav Palas      | 6                | SPO              | Ne [ 25 ]        | Ladislav Velebný (ČSSD)                    | 12,18                                       |                                         |       | Ladislav Václavec (ANO)                  | 53,40 |  | Ladislav Václavec  |                  | ANO                           |
| 64 – Bruntál         | Jaroslav Palas      | 7                | SPO              | Ne [ 25 ]        | Radoslav Štědroň (SSPD-SP)                 | 1,12                                        |                                         |       | Ladislav Václavec (ANO)                  | 53,40 |  | Ladislav Václavec  |                  | ANO                           |
| 64 – Bruntál         | Jaroslav Palas      | 8                | SPO              | Ne [ 25 ]        | Miroslav Sládek (SPR-RSČ Miroslava Sládka) | 3,27                                        | Ladislav Sekanina (KSČM)                | 46,59 |                                          |       |  | Ladislav Václavec  |                  | ANO                           |
| 64 – Bruntál         | Jaroslav Palas      | 9                | SPO              | Ne [ 25 ]        | Vítězslav Maláč (KDU-ČSL)                  | 13,06                                       | Ladislav Sekanina (KSČM)                | 46,59 |                                          |       |  | Ladislav Václavec  |                  | ANO                           |
| 64 – Bruntál         | Jaroslav Palas      | 10               | SPO              | Ne [ 25 ]        | Jaroslav Chalupa (DSSS)                    | 1,43                                        | Ladislav Sekanina (KSČM)                | 46,59 |                                          |       |  | Ladislav Václavec  |                  | ANO                           |
| 64 – Bruntál         | Jaroslav Palas      | 11               | SPO              | Ne [ 25 ]        | Ladislav Sekanina (KSČM)                   | 18,59                                       | Ladislav Sekanina (KSČM)                | 46,59 |                                          |       |  | Ladislav Václavec  |                  | ANO                           |
| 67 – Nový Jičín      | Zdeněk Besta        |                  | ČSSD             | Ne [ 26 ]        | 1                                          | Pavel Jurečka (Úsvit)                       | 7,15                                    |       | Petr Orel (SZ/KDU-ČSL)                   | 74,23 |  | Petr Orel          |                  | SZ/KDU-ČSL                    |
| 67 – Nový Jičín      | Zdeněk Besta        | 2                | ČSSD             | Ne [ 26 ]        | Jiří Demel (Piráti)                        | 7,53                                        |                                         |       | Petr Orel (SZ/KDU-ČSL)                   | 74,23 |  | Petr Orel          |                  | SZ/KDU-ČSL                    |
| 67 – Nový Jičín      | Zdeněk Besta        | 3                | ČSSD             | Ne [ 26 ]        | Petr Orel (SZ/KDU-ČSL)                     | 33,73                                       |                                         |       | Petr Orel (SZ/KDU-ČSL)                   | 74,23 |  | Petr Orel          |                  | SZ/KDU-ČSL                    |
| 67 – Nový Jičín      | Zdeněk Besta        | 4                | ČSSD             | Ne [ 26 ]        | Jaroslav Dvořák (ČSSD)                     | 19,02                                       | Jaroslav Dvořák (ČSSD)                  | 25,76 |                                          |       |  | Petr Orel          |                  | SZ/KDU-ČSL                    |
| 67 – Nový Jičín      | Zdeněk Besta        | 5                | ČSSD             | Ne [ 26 ]        | Jiří Strýček (ANO)                         | 18,90                                       | Jaroslav Dvořák (ČSSD)                  | 25,76 |                                          |       |  | Petr Orel          |                  | SZ/KDU-ČSL                    |
| 67 – Nový Jičín      | Zdeněk Besta        | 6                | ČSSD             | Ne [ 26 ]        | Pavel Pisch (KSČM)                         | 13,64                                       | Jaroslav Dvořák (ČSSD)                  | 25,76 |                                          |       |  | Petr Orel          |                  | SZ/KDU-ČSL                    |
| 70 – Ostrava-město   | Antonín Maštalíř    |                  | ČSSD             | Ne [ 27 ]        | 1                                          | Zdeněk Nytra (NK)                           | 15,44                                   |       | Liana Janáčková (NEZ)                    | 48,18 |  | Zdeněk Nytra       |                  | NK s podporou ODS/TOP 09/SsČR |
| 70 – Ostrava-město   | Antonín Maštalíř    | 2                | ČSSD             | Ne [ 27 ]        | Petr Borna (DSSS)                          | 1,43                                        |                                         |       | Liana Janáčková (NEZ)                    | 48,18 |  | Zdeněk Nytra       |                  | NK s podporou ODS/TOP 09/SsČR |
| 70 – Ostrava-město   | Antonín Maštalíř    | 3                | ČSSD             | Ne [ 27 ]        | Jan Becher (Piráti)                        | 4,35                                        |                                         |       | Liana Janáčková (NEZ)                    | 48,18 |  | Zdeněk Nytra       |                  | NK s podporou ODS/TOP 09/SsČR |
| 70 – Ostrava-město   | Antonín Maštalíř    | 4                | ČSSD             | Ne [ 27 ]        | Tomáš Málek (Ostravak)                     | 7,25                                        |                                         |       | Liana Janáčková (NEZ)                    | 48,18 |  | Zdeněk Nytra       |                  | NK s podporou ODS/TOP 09/SsČR |
| 70 – Ostrava-město   | Antonín Maštalíř    | 5                | ČSSD             | Ne [ 27 ]        | Ilja Racek (KDU-ČSL/SZ)                    | 8,71                                        |                                         |       | Liana Janáčková (NEZ)                    | 48,18 |  | Zdeněk Nytra       |                  | NK s podporou ODS/TOP 09/SsČR |
| 70 – Ostrava-město   | Antonín Maštalíř    | 6                | ČSSD             | Ne [ 27 ]        | Liana Janáčková (NEZ)                      | 19,53                                       | Zdeněk Nytra (NK)                       | 51,81 |                                          |       |  | Zdeněk Nytra       |                  | NK s podporou ODS/TOP 09/SsČR |
| 70 – Ostrava-město   | Antonín Maštalíř    | 7                | ČSSD             | Ne [ 27 ]        | Alena Vitásková (Úsvit)                    | 12,16                                       | Zdeněk Nytra (NK)                       | 51,81 |                                          |       |  | Zdeněk Nytra       |                  | NK s podporou ODS/TOP 09/SsČR |
| 70 – Ostrava-město   | Antonín Maštalíř    | 8                | ČSSD             | Ne [ 27 ]        | Josef Pravda (ČSSD)                        | 7,78                                        | Zdeněk Nytra (NK)                       | 51,81 |                                          |       |  | Zdeněk Nytra       |                  | NK s podporou ODS/TOP 09/SsČR |
| 70 – Ostrava-město   | Antonín Maštalíř    | 9                | ČSSD             | Ne [ 27 ]        | Ivan Strachoň (KSČM)                       | 8,90                                        | Zdeněk Nytra (NK)                       | 51,81 |                                          |       |  | Zdeněk Nytra       |                  | NK s podporou ODS/TOP 09/SsČR |
| 70 – Ostrava-město   | Antonín Maštalíř    | 10               | ČSSD             | Ne [ 27 ]        | Radim Babinec (ANO)                        | 14,39                                       | Zdeněk Nytra (NK)                       | 51,81 |                                          |       |  | Zdeněk Nytra       |                  | NK s podporou ODS/TOP 09/SsČR |
| 73 – Frýdek-Místek   | Petr Gawlas         |                  | ČSSD             | Ano [ 28 ]       | 1                                          | Ivo Raška (ANO)                             | 16,28                                   |       | Jiří Cieńciała („OSN“)                   | 73,35 |  | Jiří Cieńciała     |                  | „OSN“                         |
| 73 – Frýdek-Místek   | Petr Gawlas         | 2                | ČSSD             | Ano [ 28 ]       | Petr Gawlas (ČSSD)                         | 13,36                                       |                                         |       | Jiří Cieńciała („OSN“)                   | 73,35 |  | Jiří Cieńciała     |                  | „OSN“                         |
| 73 – Frýdek-Místek   | Petr Gawlas         | 3                | ČSSD             | Ano [ 28 ]       | Jiří Cieńciała („OSN“)                     | 46,18                                       |                                         |       | Jiří Cieńciała („OSN“)                   | 73,35 |  | Jiří Cieńciała     |                  | „OSN“                         |
| 73 – Frýdek-Místek   | Petr Gawlas         | 4                | ČSSD             | Ano [ 28 ]       | Pavla Golasowská (KDU-ČSL)                 | 16,41                                       | Pavla Golasowská (KDU-ČSL)              | 26,64 |                                          |       |  | Jiří Cieńciała     |                  | „OSN“                         |
| 73 – Frýdek-Místek   | Petr Gawlas         | 5                | ČSSD             | Ano [ 28 ]       | Gustav Pilch (KSČM)                        | 4,85                                        | Pavla Golasowská (KDU-ČSL)              | 26,64 |                                          |       |  | Jiří Cieńciała     |                  | „OSN“                         |
| 73 – Frýdek-Místek   | Petr Gawlas         | 6                | ČSSD             | Ano [ 28 ]       | Jan Osoba (Úsvit)                          | 2,88                                        | Pavla Golasowská (KDU-ČSL)              | 26,64 |                                          |       |  | Jiří Cieńciała     |                  | „OSN“                         |
| 76 – Kroměříž        | Miloš Malý          |                  | ČSSD             | Ne [ 29 ]        | 1                                          | Jaroslav Chmelař (ČSSD)                     | 11,76                                   |       | Šárka Jelínková (KDU-ČSL)                | 53,48 |  | Šárka Jelínková    |                  | KDU-ČSL                       |
| 76 – Kroměříž        | Miloš Malý          | 2                | ČSSD             | Ne [ 29 ]        | Petr Šico (KČ)                             | 2,09                                        |                                         |       | Šárka Jelínková (KDU-ČSL)                | 53,48 |  | Šárka Jelínková    |                  | KDU-ČSL                       |
| 76 – Kroměříž        | Miloš Malý          | 3                | ČSSD             | Ne [ 29 ]        | Šárka Jelínková (KDU-ČSL)                  | 16,94                                       |                                         |       | Šárka Jelínková (KDU-ČSL)                | 53,48 |  | Šárka Jelínková    |                  | KDU-ČSL                       |
| 76 – Kroměříž        | Miloš Malý          | 4                | ČSSD             | Ne [ 29 ]        | Vojtěch Škrabal (STAN)                     | 11,31                                       |                                         |       | Šárka Jelínková (KDU-ČSL)                | 53,48 |  | Šárka Jelínková    |                  | KDU-ČSL                       |
| 76 – Kroměříž        | Miloš Malý          | 5                | ČSSD             | Ne [ 29 ]        | Josef Novák (SPO)                          | 3,70                                        |                                         |       | Šárka Jelínková (KDU-ČSL)                | 53,48 |  | Šárka Jelínková    |                  | KDU-ČSL                       |
| 76 – Kroměříž        | Miloš Malý          | 6                | ČSSD             | Ne [ 29 ]        | Jan Hašek (ANO)                            | 16,07                                       | Jan Hašek (ANO)                         | 46,51 |                                          |       |  | Šárka Jelínková    |                  | KDU-ČSL                       |
| 76 – Kroměříž        | Miloš Malý          | 7                | ČSSD             | Ne [ 29 ]        | Eva Badinková (KSČM)                       | 12,43                                       | Jan Hašek (ANO)                         | 46,51 |                                          |       |  | Šárka Jelínková    |                  | KDU-ČSL                       |
| 76 – Kroměříž        | Miloš Malý          | 8                | ČSSD             | Ne [ 29 ]        | Daniela Hebnarová (ODS)                    | 14,44                                       | Jan Hašek (ANO)                         | 46,51 |                                          |       |  | Šárka Jelínková    |                  | KDU-ČSL                       |
| 76 – Kroměříž        | Miloš Malý          | 9                | ČSSD             | Ne [ 29 ]        | Zdeněk Zlámal (NEZ)                        | 11,22                                       | Jan Hašek (ANO)                         | 46,51 |                                          |       |  | Šárka Jelínková    |                  | KDU-ČSL                       |
| 79 – Hodonín         | Zdeněk Škromach     |                  | ČSSD             | Ano [ 30 ]       | 1                                          | Květoslav Přibil (SPR-RSČ Miroslava Sládka) | 1,74                                    |       | Anna Hubáčková (KDU-ČSL)                 | 67,78 |  | Anna Hubáčková     |                  | KDU-ČSL                       |
| 79 – Hodonín         | Zdeněk Škromach     | 2                | ČSSD             | Ano [ 30 ]       | Anna Hubáčková (KDU-ČSL)                   | 28,30                                       |                                         |       | Anna Hubáčková (KDU-ČSL)                 | 67,78 |  | Anna Hubáčková     |                  | KDU-ČSL                       |
| 79 – Hodonín         | Zdeněk Škromach     | 3                | ČSSD             | Ano [ 30 ]       | Josef Zimovčák (ANO)                       | 17,77                                       |                                         |       | Anna Hubáčková (KDU-ČSL)                 | 67,78 |  | Anna Hubáčková     |                  | KDU-ČSL                       |
| 79 – Hodonín         | Zdeněk Škromach     | 4                | ČSSD             | Ano [ 30 ]       | Zdeněk Škromach (ČSSD)                     | 24,26                                       |                                         |       | Anna Hubáčková (KDU-ČSL)                 | 67,78 |  | Anna Hubáčková     |                  | KDU-ČSL                       |
| 79 – Hodonín         | Zdeněk Škromach     | 5                | ČSSD             | Ano [ 30 ]       | Jana Bačíková (ODS)                        | 12,17                                       | Zdeněk Škromach (ČSSD)                  | 32,21 |                                          |       |  | Anna Hubáčková     |                  | KDU-ČSL                       |
| 79 – Hodonín         | Zdeněk Škromach     | 6                | ČSSD             | Ano [ 30 ]       | Vítězslav Krabička (Moravané)              | 7,26                                        | Zdeněk Škromach (ČSSD)                  | 32,21 |                                          |       |  | Anna Hubáčková     |                  | KDU-ČSL                       |
| 79 – Hodonín         | Zdeněk Škromach     | 7                | ČSSD             | Ano [ 30 ]       | Ján Lahvička (KSČM)                        | 8,48                                        | Zdeněk Škromach (ČSSD)                  | 32,21 |                                          |       |  | Anna Hubáčková     |                  | KDU-ČSL                       |